# Tyrolen (förbundsland)

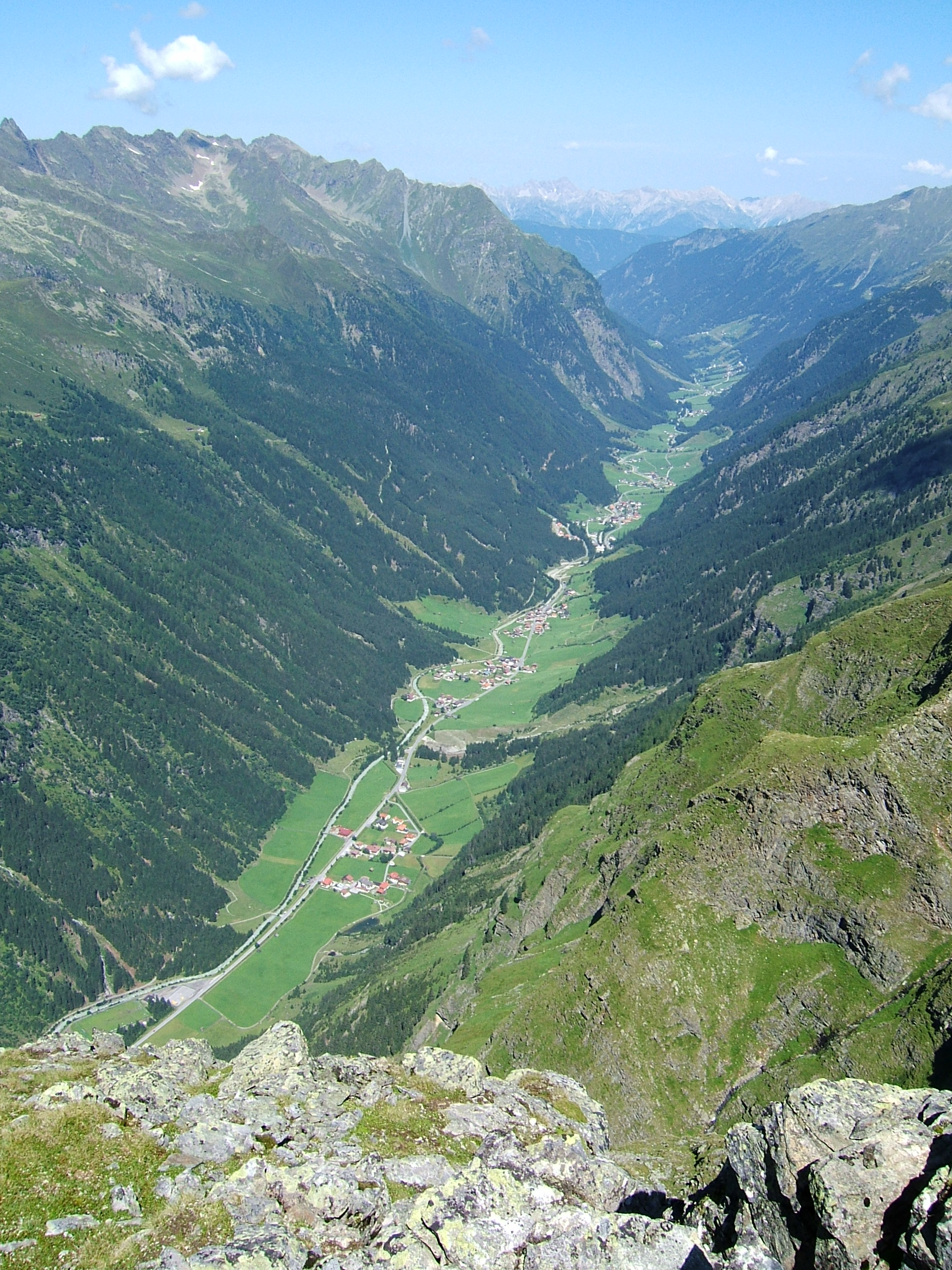
Vy mot Pitztal i Tyrolen.

Tyrolen (tyska: Tirol) är ett förbundsland (tyska: Bundesland) i västra Österrike som består av två geografiskt åtskilda områden, Nordtyrolen och Östtyrolen. Nordtyrolen gränsar till Tyskland, Schweiz och Italien samt förbundsländerna Vorarlberg och Salzburg. Östtyrolen gränsar till Italien samt förbundsländerna Salzburg och Kärnten. Huvudstad är Innsbruck. Tyrolen har knappt 730 000 invånare. Området Sydtyrolen är däremot en autonom provins i Italien.

## Historia
Grevskapet Tyrolen splittrades 1919 då den södra delen, tyskspråkiga Sydtyrolen, blev en del av Italien som en följd av första världskriget och upplösningen av kejsarriket Österrike-Ungern.
1964 och 1976 hölls de olympiska vinterspelen i Tyrolens huvudstad Innsbruck.

## Politiska förhållanden

### Tyrolens lantdag
Tyrolens lantdag är förbundslandets lagstiftande församling eller parlament, som utövar den delstatliga lagstiftningsmakten. Lantdagen har 36 ledamöter och är vald på fem år. Den har sitt säte i Innsbruck. Mandatfördelningen sedan 1984 visas i tabellen nedan.
| Parti    | 1984 | 1989 | 1994 | 1998 | 2003 | 2008 | 2013 | 2018 |
| -------- | ---- | ---- | ---- | ---- | ---- | ---- | ---- | ---- |
| ÖVP      | 25   | 19   | 19   | 18   | 20   | 16   | 16   | 17   |
| SPÖ      | 9    | 9    | 7    | 8    | 9    | 5    | 5    | 6    |
| FPÖ      | 2    | 5    | 6    | 7    | 2    | 4    | 4    | 5    |
| GRÜNE    | -    | 3    | 4    | 3    | 5    | 4    | 5    | 4    |
| FRITZ    | -    | -    | -    | -    | -    | 7    | 2    | 2    |
| VORWÄRTS | -    | -    | -    | -    | -    | -    | 4    | -    |
| NEOS     | -    | -    | -    | -    | -    | -    | -    | 2    |

### Tyrolens lantregering
Tyrolens lantregering består av 5-8 medlemmar som väljs av lantdagen. Regeringschefen bär titeln Landeshauptmann (landshövding). Det finns två ställföreträdande landshövdingar och 2-5 andra regeringsmedlemmar vilka bär titlarna Landesrat (lantråd). Regeringens mandatperiod upphör när lantdagens mandatperiod gör det. Varje nyvald lantdag skall alltså välja en ny lantregering. Vid misstroendevotum mot landshövdingen måste regeringen avgå och en ny väljas. Avgår en annan regeringsledamot sker fyllnadsval av lantdagen. Fördelningen av regeringsposterna bestäms via koalitionsförhandlingar. Den nuvarande regeringen består av representanter för ÖVP och GRÜNE. Regeringsbesluten fattas genom omröstning där minst hälften av ledamöterna måste rösta ja. Landshövdingens eller hans fungerande ställföreträdare måste också vara med bland de ja-röstande för att ett regeringsbeslut skall kunna fattas.

## Administrativ indelning

### Landshövdingeämbeten
Tyrolen är uppdelat på åtta distrikt (Bezirk), som är ett mellanled mellan förbundslandet och kommunerna. I spetsen för varje distriktsförvaltning står en av lantregeringen utnämnd ämbetsman med titeln Bezirkshauptmann (landshövding). Landshövdingeämbetet är förvaltningsmyndighet för såväl delstatliga som federala förvaltningsuppgifter.
Till landshövdingeämbetets ansvarsområden hör:
- Distriktsläkare
- Distriktsveterinär
- Näringsliv, vattenvård, trafik
- Socialförvaltning
- Allmän ordning och säkerhet
- Migration
- Skogs- och jaktvård
- Förvaltningstraffrätt
- Tillsyn över kommunerna

### Distrikt
- Nordtyrolen
  - Landeck
  - Reutte
  - Imst
  - Innsbruck-Land
  - Schwaz
  - Kufstein
  - Kitzbühel
- Östtyrolen
  - Lienz

### Distriktsfri stad
Staden Innsbruck står utanför distriktsindelningen. I staden utövas landshövdingeämbetets myndighetsuppdrag av stadens borgmästare. Ansvaret för allmän ordning och säkerhet åvilar dock en särskild förbundspolisdirektion.

## Näringsliv
Tyrolen är känt för sina skidorter.

## Idrott
- Wacker Innsbruck
- Swarovski Tirol
- Tirol Innsbruck
- Wacker Innsbruck (2002)